# الوند تپه
الوند تپه مربوط به هزاره ۵ قبل از میلاد تا سده‌های میانه دوران‌های تاریخی پس از اسلام است و در شهرستان نظرآباد، بخش تنکمان، روستای تنکمان، ۵ کیلومتری جنوب شهر هشتگرد واقع شده و این اثر در تاریخ ۲۷ آبان ۱۳۸۶ با شمارهٔ ثبت ۲۰۲۵۸ به‌عنوان یکی از آثار ملی ایران به ثبت رسیده است.